# Каша (град в Италия)
 Тази статия е за града в Италия.  За окръга в САЩ вижте Каша (окръг).  
Каша (на италиански: Cascia) е град и община в Централна Италия, провинция Перуджа, в доста отдалечена зона от планинския югоизточен край на регион Умбрия. Той е на около 21 км от Норча, по пътя за Риети, в регион Лацио (63 км).

## История
Днешната територия на Каша е била дом на римското селище Карсулае, разрушено от земетресение през 1 век пр.н.е.. През средновековие е ограбвано от византийците и Ломбардите, а по-късно става феодално владение на фамилията Тринчи. Окупиран е от папските сили през 15 век и оттогава е папски град до обединението на Италия през 1860 г.
Каша е родният град на Света Рита от Каша, която е родена в близката местност Рокапорена през 1381 и умира там през 1457. След канонизирането ѝ през 1900 е построен голям храм, където е изложено тялото ѝ. Това е важно място за поклонниците и до днес. Рождената къща на Света Рита също може все още да бъде видяна.

## Близки населени места
Авендита, Атри, Буда, Валдноника, Вила Сан Силвестро, Джапиеди, Капане ди Коледжаконе, Капане ди Рокаморена, Кастел Сан Джовани, Кастел Санта Мария, Киавиано, Коле Санто Стефано, Коледжаконе, Колмотино, Колфорчела, Коронела, Лоня, Малтиляно, Маниджи, Окоше, Онели, Опаня, Палмайоло, Пиандоли, Поджо Примоказо, Пуро, Рокапорена, Сан Джорджо, Санта Анатолия, Санта Тринита, Сервильо, Тацо, Троняно, Фоляно, Фустаня, Черазола, Чивита, Шеди.